# Aplogruppo R (Y-DNA)

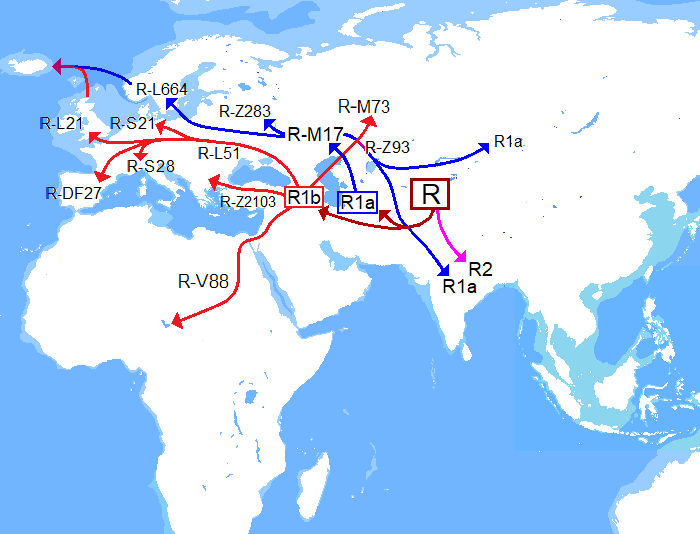
Schema che illustra il probabile punto di origine e le presunte migrazioni dell'aplogruppo R, risalente ad un periodo compreso tra19.900 - 34.300 anni fa

In genetica umana l'aplogruppo R (M207 o UTY2, M306 o S1, S4, S8, S9) del cromosoma Y è un aplogruppo del cromosoma Y comune soprattutto in Europa, Asia centrale e Asia meridionale.
Tutti gli aplotipi derivanti all'aplogruppo R condividono le mutazioni M207 (UTY2), M306 (S1), S4, S8, S9 e possono essere suddivisi in due principali linee evolutive: Aplogruppo R1a (Y-DNA) e Aplogruppo R1b (Y-DNA).
Sottogruppo di P, si crede originato in Asia e tra 20.000 e 35.000 anni fa. Comunque, parte delle forme dell'aplogruppo R si trovano tra le popolazioni di Asia occidentale, Australia, Siberia, Camerun e fra i Nativi americani.

## Principali sub-cladi e distribuzione
La maggior parte dei membri dell'aplogruppo R appartengono all'aplogruppo R1, definito dal marcatore M173. R1 è molto comune in Europa e Asia meridionale. La sua distribuzione potrebbe essere associata con il ri-popolamento dell'Eurasia a seguito dell'ultimo massimo glaciale. L'aplogruppo R1 è rappresentato principalmente da due linee evolutive del cromosoma Y: 
La R1a (SRY1532) che potrebbe essersi originata nelle steppe euroasiatiche a nord del Mar Caspio e del Mar Nero. È associato alla cultura kurgan, nota per la domesticazione del cavallo (circa 5000 anni fa). Questa linea è attualmente presente in Asia centrale e occidentale, India, e nelle popolazioni slave dell'Europa orientale.
La linea R1b (M343) è la più comune nelle popolazioni europee. Nell'Irlanda occidentale raggiunge una frequenza prossima al 100%. Si è originata prima della fine dell'ultima glaciazione e si è concentrata nei rifugi del sud-Europa per poi riespandere verso nord con il progressivo mitigarsi del clima a partire da 14.000 anni fa.
Uno o più rami isolati di cromosomi Y che appartengono all'aplogruppo R1b1 (p25) si trovano ad alte frequenze tra le popolazioni native del nord del Camerun nell'Africa centro-occidentale, e si crede possano riflettere una retro-migrazione preistorica di un'antica popolazione proto-euroasiatica in Africa. R1b1 si troverebbe, secondo alcuni ricercatori, in compagnia di sporadici cromosomi Y K2, a supporto di questa affinità euroasiatica.
Alcuni cromosomi Y correlati strettamente a R1b1 sono comuni nella attuale popolazione egiziana. Inoltre, molte popolazioni attuali del nord del Camerun parlano lingue ciadiche, classificate come una diramazione della famiglia Afroasiatica dei linguaggi, cui apparteneva la antica lingua egiziana, oggi estinta.

## Filogenesi delle sub-cladi
Abbreviazioni: 
AL Altaici, 
DR India,
ES Eschimesi, 
GE Georgia e Armenia, 
GM Germania, 
HA Cinesi Han,
IB Penisola iberica, 
IS Islanda, 
IN India, popolazione Indo-Ariana, 
IT Italia, 
KG Kyrgyzstan, 
KT Kazan Tatar, 
KZ Kazakhstan, 
MA Medioriente Arabi, 
MO Mongolia, 
MY Malesia, 
NE Nenet, 
NW Norvegia, 
PE Persiani (Iran), 
RU Russia, 
SA Saami, 
SC Scozia, 
SL Selkups, 
TB Tibet, 
TU Turchia, 
UG Uyguri, 
UZ Uzbekistan.
(Dalla mappa degli aplogruppi di McDonald 2005).
L'aplogruppo R  è caratterizzato dalle mutazioni M207 (UTY2), M306 (S1), S4, S8, S9. Gli aplotipi che seguono, indicati con la nomenclatura YCC sono generati da mutazioni bialleliche (indicate a fianco) occorse in questo aplogruppo:
- R*   -
- R1   M173
  - R1*   -
  - R1a SRY10831.2 (SRY1532) (associato a popolazioni di origine iranica, come Sciti, Cimmeri, Saci, Parti, Alani, Sarmati)
    - R1a*   -
    - R1a1   M17, M198 (diffuso nell'Europa Nord-Orientale)
      - R1a1*   -
      - R1a1a   M56
      - R1a1b   M157
      - R1a1c   M64.2, M87, M204

  - R1b M343
    - R1b*   -
    - R1b1   P25
      - R1b1*   -
      - R1b1a   M18 (originato e diffuso in Sardegna, raro)
      - R1b1b   M73 (associato a popolazioni tocariche)
      - R1b1c   M269, S3, S10, S13, S17 (l'aplotipo R1b1 più frequente in Europa, associato ad Italici, Etruschi, Celti)
        - R1b1c*   -
        - R1b1c1   M37
        - R1b1c2   M65
        - R1b1c3   M126 (associato ai Celti)
        - R1b1c4   M153
        - R1b1c5   M160
        - R1b1c6   SRY2627 (M167) (associato a Baschi, Catalani, Vasconi, Bretoni, Cornovagliesi)
        - R1b1c7   M222
        - R1b1c8   P66
        - R1b1c9   S21 (U106) (associato ai Germani Occidentali (Frisi, Anglosassoni, Longobardi))
          - R1b1c9*   -
          - R1b1c9a   L1 (S26) (associato ai Germani)
          - R1b1c9b   S29 (U198) (associato ai Germani (Anglosassoni)

        - R1b1c10   S28 (U152) (associato ai Celti alpini (cultura Hallstatt-La Tène), (Italici, Etruschi)

      - R1b1d   M335
- R2   M124

mutazioni private:
PK5 in R1a1; P107 in R1b1c; S50 in R1b1c; S69 in R1b1c9; S44 in R1b1c10;